# Lay Lizzy
Edson Abel Jeremias Tchamo (Maputo, 18 de Julho de 1988) é um rapper moçambicano.

## Biografia
Edson Abel Jeremias Tchamo, ou simplesmente LayLizzy, nasceu no dia 18 de Julho de 1988 em Maputo, numa sociedade onde o hip-hop era visto como música para bandidos e criminosos.

Lizzy deu os seus primeiros passos no Hip Hop quando, tinha apenas 14 anos, ao lado de El Puto e Hernâni da Silva criou  um grupo de hip hop chamado Young Sixties, que era um grupo subordinado aos 360 graus, grupo que mudou o panorama do rap e a forma como como este era sentido no país. O hip-hop começou a tocar nas rádios e lotando espectáculos em Moçambique.[carece de fontes?]
Chamou a atenção dos amantes de rap em Moçambique pelo seu estilo irreverente, inclusive pelo seu uso de rimas cruzadas. Entre 2009 e 2011, Lay Low foi o rapper com mais participações em Moçambique, facto que o levou a se envolver num assunto polémico segundo o qual ele teria participado numa "Diss song" a convite do grupo Magnézia e o produtor James Produções, onde toda a música falava mal do "Ex-rapper" Raio-x. Mas Lay Low em uma entrevista num programa de entretenimento disse "eu sou um rapper limpo, talvez o mais limpo de Moz! Na música eu não falei mal de ninguém, apenas fui convidado e aceitei o convite."[carece de fontes?]

### Dinheiro Limpo, primeiro E.P.
Em 2010, Lay Lizzy lança o seu primeiro E.P. a solo, denominado “Dinheiro Limpo”, que foi um grande sucesso, numa altura em que Lizzy já era aclamado pelo público jovem e adolescente, não só da cultura hip-hop, mas da música jovem moçambicana no geral.

### Laylizzy em inglês
Até 2011, Lay Low foi misturando o português com o inglês, que era algo como sua marca registada em Moçambique, até que lançou o seu primeiro E.P. totalmente em inglês intitulado “Unsigned“, que contou com o grande hit “Moz We On”, que contou com a participação especial do rapper Simba, e o sucesso “Homicide” foi um dos vídeos mais exibidos nas televisões nacionais no seu ano de estreia.
Em 2012, depois de interagir com grandes artistas de África e do estrangeiro como Dj Wall G, DJ Mbuso J, Dama do Bling, Duas Caras, Stress The Drama Kid, Ema The Kid, Daniel Caplen e promovendo o seu nome fora, o rapper lançou o E.P. intitulado “Artistic”. No mesmo ano, Lay Lizzy lançou a mixtape intitulado “Intelligent Igorance“.
Em 2015, Lay lizzy assina um contracto com a Geobek Records e lança o hit “Tha crew”, (remix do seu colega da sameblood,  rapper Djimetta Hendrixxx), que foi um hit que deu grande projeção no panorama do Hip Hop africano,  para além disso o rapper ganhou o prémio de melhor música hip-hop no Mozambique Music Awards com a música Chapa (com Hernâni da Silva).[carece de fontes?]
Em 2016 Lizzy participa em várias entrevistas nos canais de TV e rádio da África do Sul e ainda lança a música intitulada “Hello” ao lado do rapper AKA e ainda assina um contracto com a Nike e ganha destaque no CNN Africa

## Discografia
- (2010) Dinheiro Limpo - E.P.
- (2011) Unsigned - E.P.
- (2012) Artistic - E.P.
- (2012) Intelligent Ignorance - E.P.
- (2013) Call Me Sir Jeremias - E.P.
- (2018) The Young Nino Brown - E.P.
- (2021) No Fears Mixtape - E.P.
- (2021) Queimadas Vol. 1
- (2024) Flor De Lis

## Singles
- (2015) That Crew
- (2016) Hello
- (2016) On The Road
- (2017) Forever
- (2017) Txi
- (2018) Pull Up featuring emtee
- (2018) Too Much featuring Kwesta
- (2019) Wacko featuring Nasty C
- (2022) Quarter Milli
- (2022) Nunca Tou No Place
- (2023) Água Benta

### Mozambique Music Awards(MMA)
A Mozambique Music Awards são prémios anuais apresentados pelo BCI para reconhecer a realização excepcional na indústria da música moçambicana.
| Ano  | Trabalho                     | Prémio         | Resultado | Ref.  |
| ---- | ---------------------------- | -------------- | --------- | ----- |
| 2015 | Chapa (Com Hernâni Da Silva) | Melhor Hip-Hop | Venceu    | [ 8 ] |
| 2018 | Tha crew                     | Melhor hip-hop | Venceu    |       |